# Schwarzer Berg (Thüringen)
Der Schwarze Berg ist ein 582,3 m  hoher Berg im Thüringer Schiefergebirge. Er liegt in der Nähe der Ortschaften Wittgendorf und Volkmannsdorf.
Am Schwarzen Berg entspringt ein Teil der Sorbitz, welche bei Sitzendorf in die Schwarza mündet.
Auf dem weitläufigen Gelände des Schwarzen Berges verlief die Grenze zwischen dem Fürstentum Schwarzburg-Rudolstadt und dem Herzogtum Sachsen-Meiningen. Noch heute sind die über 200 Jahre alten und gut 50 Zentimeter hohen Grenzsteine gut zu erkennen.